# Primitive Man
Primitive Man je američki doom metal sastav iz Denvera. Čine ga pjevač i gitarist Ethan Lee McCarthy, basist Jonathan Campos i bubnjar Joe Linden. Njihova glazba sadrži elemente funeral dooma, noisea i black metala.

## Povijest sastava
Sastav su osnovali u veljači 2012. McCarthy, Campos te Bennet Kennedy. U listopadu iste godine snimaju svoj debitantski album Scorn kojeg je producirao Dave Otero te je objavljen za diskografske kuće Throatruiner Records i Mordgrimm. Nakon objavljivanja albuma, potpisuju za Relapse Records koja objavljuje njegovo reizdanje te kreću na turneju po SAD-u, Europi i Japanu. Potom objavljuju nekoliko split albuma, te EP Home Is Where the Hatred Is koji je dobio mnoge pozitivne kritike. Nakon još nekoliko split albuma, drugi studijski Caustic objavljuju 2017. godine te je snimljen spot za pjesmu "Sugar Hole". Zasada posljednji studijski album Immersion objavljuju 2020. godine.

## Postava sastava
Trenutačna postava
- Ethan Lee McCarthy – gitara, vokal
- Jonathan Campos – bas gitara
- Joe Linden – bubnjevi

Bivši članovi
- Bennet Kennedy – bubnjevi
- Spy Soto - bubnjevi

## Diskografija
Studijski albumi
- Scorn (2013.)
- Caustic (2017.)
- Immersion (2020.)

EP
- Home Is Where the Hatred Is (2015.)

Split albumi
- Sa sastavom Xaphan (2014.)
- Sa sastavom Hexis (2014.)
- Sa sastavom Hessian (2014.)
- Sa sastavom Fister (2014.)
- Sa sastavom Northless (2016.)
- Sa sastavom Sea Bastard (2016.)
- Sa sastavom Unearthly Trance (2018.)
- Sa sastavom Hell (2019.)

## Vanjske poveznice
- Službena Bandcamp stranica